# Grupo de abastecedores nucleares

Mapa Mundial de influencia del Grupo de Proveedores Nucleares.

El Grupo de Proveedores Nucleares es un ente multinacional liderado por Estados Unidos que busca reducir la proliferación nuclear mediante el control de las exportaciones y transferencias de materiales que puedan ser utilizados para el desarrollo de la tecnología nuclear y mediante el reforzamiento de medidas de seguridad de los materiales existentes.
El ente fue fundado en 1975 a raíz de las pruebas nucleares realizadas por India en 1974, lo cual demostró que el material nuclear puede ser rápidamente convertido en material para el desarrollo de armas nucleares.

## Miembros
Actualmente cuenta con 48 países: Alemania, Argentina, Australia, Austria, Bielorrusia, Bélgica, Brasil, Bulgaria, Canadá, China, Croacia, Chipre, República Checa, Dinamarca, Eslovaquia, Eslovenia, Estados Unidos, Estonia, Finlandia, Francia, Grecia, Hungría, Irlanda, Italia, Japón, Kazajistán, Letonia, Lituania, Luxemburgo, Malta, México Holanda, Nueva Zelandia, Noruega, Polonia, Portugal, Reino Unido, Rumania, Rusia, Sudáfrica, Corea del Sur, España, Suecia, Suiza, Turquía y Ucrania

## Presidente
El presidente dura un año ejerciendo el cargo, el cual toman en junio.